# الحشيشية ولاية سطيف
الحشيشية. هي قرية جزائرية تابعة لبلدية مزلوق ، الکائنة في دائرة عين أرنات، الواقعة في ولاية سطيف، بالإقليم الشمال الشرقي الجزائري.